# 이재응
이재응(본명 : 이재우 1991년 5월 13일~ )은 대한민국의 배우이다.

## 학력
- 연화중학교 (졸업)
- 신송고등학교 (졸업)
- 건국대학교 영화예술학과 2011년 입학 (졸업)

## 출연

### 드라마
- 《좋아하면 울리는》 (2019년, 넷플릭스) - 천덕구 역
- 《거침없이 하이킥!》 (2006년, MBC) - 어린 신대근 역
- 《HD TV문학관 - 나쁜소설》 (2006년, KBS2) - 어린 재선 역
- 《HD TV문학관 - 소나기》 (2005년, KBS2) - 소년 역
- 《TV로 보는 원작동화 - 비행기》 (2002년, EBS1)
- 《태조 왕건》 (2000년, KBS1) - 어린 왕태‐효선 역

### 영화
- 2014년 《18: 우리들의 성장 느와르》 ... 한동도 역
- 2009년 《국가대표》 ... 강봉구 역
- 2006년 《괴물》 ... 세진 역
- 2005년 《사랑해, 말순씨》 ... 광호 역
- 2004년 《꽃피는 봄이 오면》 ... 제일 역
- 2004년 《효자동 이발사》 ... 성낙안 역
- 2004년 《고독이 몸부림칠 때》 ... 철수 역
- 2003년 《살인의 추억》 ... 오프닝 남자애 역
- 2003년 《선생 김봉두》 ... 양소석 역
- 2002년 《로드무비》 ... 수호 역

## 수상
- 2009년 제 17회 이천춘사대상영화제 공동연기상
- 2006년 제 51회 아시아태평양영화제 남우주연상
- 2005년 제 13회 춘사나운규영화예술제 특별아역상